# Wrill écoute la BBC

Wrill écoute la BBC est un film d'animation imaginé dans la clandestinité en 1944 par Albert Fromenteau à Liège. Le film sort juste après la Libération. Il met en scène un renard anthropomorphe, Wrill, qui cherche à écouter la radio BBC. Le film d'animation est ensuite adapté en bande dessinée et le héros donne son nom à un périodique de bande dessinée hebdomadaire : Wrill.

## Synopsis
Le film met en scène un village occupé par les Allemands. Une voix off commente gravement l'occupation, les aspirations des habitants et les actions de la Résistance. La narration devient ensuite plus humoristique : un coq émet l'indicatif de la BBC et tous les habitants rentrent chez eux écouter les messages émis par la radio, dont Wrill le Renard. Il est perturbé dans son audition par la présence d'une patrouille, par son propre chien et par une lutte confuse avec une lampe de la radio. Finalement, Wrill écoute tranquillement le message d'espoir de la BBC.

## Genèse de l'œuvre
Le film est créé dans un local de l'imprimerie Gordinne (qui abrite les éditions Chagor).
Les éditions Chagor, dirigées par Albert Hammelin, publient en 1942 les aventures de Wrill le Renard, imaginé par Madeleine Charlier. Albert Fromenteau est chargé de l'illustration. Paul Nagant propose à Charles Gordinne de mettre sur pied un studio de dessins animés, bien qu'il soit pratiquement impossible en Belgique de se former à cette technique particulière. Fromenteau fait partie de l'équipe. Le studio créé d'autres œuvres animalières, d'une qualité discutable, ainsi que des produits dérivés ; Wrill le Renard est le personnage central de ces narrations.
Hammelin et Fromenteau, en vue de l'après-guerre, mettent sur pied un studio de dessin animé, d'abord avec Nagant puis sans lui. En majorité, les créateurs du film se cachent de l'occupant. Le titre Wrill écoute la BBC, à lui seul, « pourrait valoir à ses auteurs la forteresse ou la déportation ». Les conditions de travail des animateurs sont chaotiques, dangereuses. Le style est fortement marqué par les studios Disney et Fleischer Studios, tout en comportant de nombreuses maladresses dans l'animation et le découpage. Joseph Goebbels nourrissait un fort intérêt pour les films d'animation en tant qu'instrument de propagande et Wrill, qui fait écho à d'autres initiatives similaires, est une réponse à la mainmise du régime nazi sur les médias et reflète la frustration des populations, privées de productions très populaires mais bannies. Le film Wrill écoute la BBC reflète une partie des aspirations de la jeunesse, qui après quatre années de guerre souhaite s'amuser.

## Postérité
Dans l'industrie naissante du dessin animé en Belgique, Wrill écoute la BBC, film patriote, est un exemple sans équivalent. Après la Libération, les bandes dessinée sur Wrill connaissent un certain succès. Un périodique de bande dessinée hebdomadaire, Wrill, paraît en Belgique à partir de juillet 1945 (éditions Gordinne). Il est tenu par d'anciens résistants et des personnes réfractaires au Service du Travail Obligatoire. La parution prend fin en mai 1949.